# قائمة البولنديين الحاصلين على جائزة نوبل

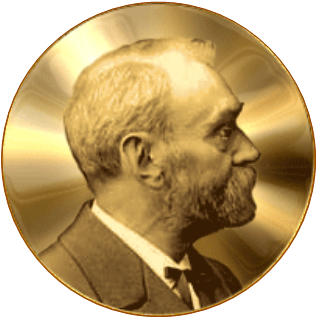
شعار جائزة نوبل.

منحت جائزة نوبل لسبعة أشخاص من بولندا.

## الحائزون على جائزة نوبل
| السنة | الفائز                    | المجال   |
| ----- | ------------------------- | -------- |
| 1903  | ماري كوري                 | الفيزياء |
| 1905  | هنريك سينكيفيتش           | الأدب    |
| 1911  | ماري كوري (للمرة الثانية) | الكيمياء |
| 1924  | فواديسواف ريمونت          | الأدب    |
| 1980  | تشيسلاف ميلوش             | الأدب    |
| 1983  | ليخ فاونسا                | السلام   |
| 1996  | فيسوافا شيمبورسكا         | الأدب    |